# Virus del herpes simple
El virus del herpes simple (en inglés: Herpes simplex virus 1 and 2 (HSV-1 HSV-2) comprende dos cepas de virus de la familia de los herpesvirus que pueden causar infecciones en seres humanos: El virus herpes simple tipo 1 y el virus herpes simple tipo 2, asociados a infecciones de la boca, labios, cara, genitales y otras más graves como la meningoencefalitis que en conjunto se denominan herpes simple. Su infección es una de las causas más frecuentes de ceguera corneal en países desarrollados.
Muchos de los que están infectados nunca desarrollan síntomas. Los síntomas, cuando ocurren, pueden incluir ampollas acuosas en la piel o membranas mucosas de la boca, labios, nariz o genitales. Las lesiones sanan con una costra característica de la enfermedad herpética. A veces, los virus causan síntomas leves o atípicos durante los brotes. Sin embargo, también pueden causar formas más molestas de herpes simple. Como virus neurotrópicos y neuroinvasivos, el HSV-1 y -2 persisten en el cuerpo al ocultarse del sistema inmunológico en los cuerpos celulares de las neuronas. 
Después de la infección inicial o primaria, algunas personas infectadas experimentan episodios esporádicos de reactivación viral o brotes. En un brote, el virus en una célula nerviosa se activa y se transporta a través de la neurona axón a la piel, donde la replicación del virus puede ocurrir y causar nuevas lesiones.

## Transmisión
El HSV-1 (Herpes simplex virus 1) y el HSV-2 (Herpes simplex virus 2) se transmiten por contacto con una persona infectada que tiene reactivaciones del virus. El HSV-2 se elimina periódicamente en el tracto genital humano, casi siempre asintomáticamente. La mayoría de las transmisiones sexuales ocurren durante períodos de derramamiento asintomático. La reactivación asintomática significa que el virus causa síntomas atípicos, sutiles o difíciles de notar que no se identifican como una infección por herpes activa, por lo que es posible adquirir el virus incluso si no hay ampollas o úlceras activas de HSV. En un estudio, las muestras de hisopos genitales diarias encontraron HSV-2 en una mediana de 12-28 % de los días entre los que tuvieron un brote, y el 10 % de los días entre los que sufrieron una infección asintomática, y muchos de estos episodios ocurrieron sin presencia de brote ("derramamiento subclínico").
En otro estudio (ensayo clínico), 73 sujetos fueron asignados al azar para recibir valaciclovir 1 g al día o placebo durante 60 días cada uno en un diseño cruzado de dos vías. Se recolectó una muestra diaria del área genital para la detección de HSV-2 mediante la reacción en cadena de la polimerasa, para comparar el efecto de valaciclovir versus placebo en la propagación viral asintomática en sujetos seropositivos para HSV-2 inmunocompetentes sin antecedentes de infección genital sintomática por herpes. El estudio encontró que el valaciclovir redujo significativamente la excreción durante los días subclínicos en comparación con el placebo, mostrando una reducción del 71 %; 84 % de los sujetos no tuvieron derramamiento mientras recibieron valaciclovir versus 54 % de los sujetos tratados con placebo. Alrededor del 88 % de los pacientes tratados con valaciclovir no tenían signos o síntomas reconocidos, en comparación con el 77% para el placebo.
Para el HSV-2, la eliminación subclínica puede representar la mayor parte de la transmisión. Estudios sobre parejas discordantes (uno infectado con HSV-2, uno no) muestran que la tasa de transmisión es de aproximadamente 5 por 10 000 contactos sexuales. Los síntomas atípicos a menudo se atribuyen a otras causas, como una infección por levaduras. El HSV-1 a menudo se adquiere por vía oral durante la infancia. También puede ser transmitido sexualmente, incluido el contacto con saliva, como los besos y el contacto boca a genital (sexo oral). HSV-2 es principalmente una infección de transmisión sexual, pero las tasas de infecciones genitales por el HSV-1 están aumentando.
Ambos virus también pueden transmitirse verticalmente durante el parto. Sin embargo, el riesgo de transmisión de la infección es mínimo si la madre no tiene síntomas o ampollas expuestas durante el parto. El riesgo es considerable cuando la madre se infecta con el virus por primera vez al final del embarazo.
Los virus del herpes simple pueden afectar áreas de la piel expuestas al contacto con una persona infectada (aunque darle la mano a una persona infectada no transmite esta enfermedad). Un ejemplo de esto es el brote herpético, que es una infección por herpes en los dedos. Esta era una afección común de los cirujanos dentales antes del uso rutinario de los guantes al realizar el tratamiento en pacientes.

## Virología

### Estructura viral
Todos los virus del herpes animal comparten algunas propiedades comunes. La estructura de los virus del herpes consiste en un genoma de ADN lineal, bicatenario y relativamente grande encerrado dentro de una jaula de proteínas icosaédrica llamada cápside, que está envuelta en una bicapa lipídica llamada envoltura. El sobre se une a la cápside mediante un tegumento. Esta partícula completa es conocida como el virión. HSV-1 y HSV-2 contienen cada uno al menos 74 genes (o marcos de lectura abiertos, ORF) dentro de sus genomas, aunque la especulación sobre la acumulación de genes permite hasta 84 genes de codificación de proteínas únicos por 94 ORFs putativos. Estos genes codifican una variedad de proteínas involucradas en la formación de la cápside, el tegumento y la envoltura del virus, así como en el control de la replicación y la inefectividad del virus. Estos genes y sus funciones se resumen en la tabla a continuación.
Los genomas de HSV-1 y HSV-2 son complejos y contienen dos regiones únicas llamadas la región única larga (UL) y la región única corta (US). De los 74 ORFs conocidos, UL contiene 56 genes virales, mientras que US contiene sólo 12. La transcripción de genes de HSV es catalizada por la ARN polimerasa II del huésped infectado. Los primeros genes inmediatos, que codifican proteínas que regulan la expresión de los genes virales tempranos y tardíos, son los primeros en expresarse después de la infección. A continuación se presenta la expresión génica temprana, para permitir la síntesis de enzimas involucradas en la replicación del ADN.y la producción de ciertas glicoproteínas de envoltura. La expresión de los genes tardíos ocurre al final; este grupo de genes codifica predominantemente proteínas que forman la partícula de virión.
Cinco proteínas de (UL) forman la cápside viral: UL6, UL18, UL35, UL38 y la principal proteína de la cápside UL19.

### Entrada celular
La entrada de HSV en una célula huésped implica varias glicoproteínas en la superficie de la unión del virus envuelto a sus receptores transmembrana en la superficie celular. Muchos de estos receptores son empujados hacia el interior por la célula, que se cree abre un anillo de tres heterodímeros gHgL que estabilizan una conformación compacta de la glicoproteína gB, de modo que brota y perfora la membrana celular. La envoltura que cubre la partícula del virus luego se fusiona con la membrana celular, creando un poro a través del cual el contenido de la envoltura viral ingresa a la célula huésped.

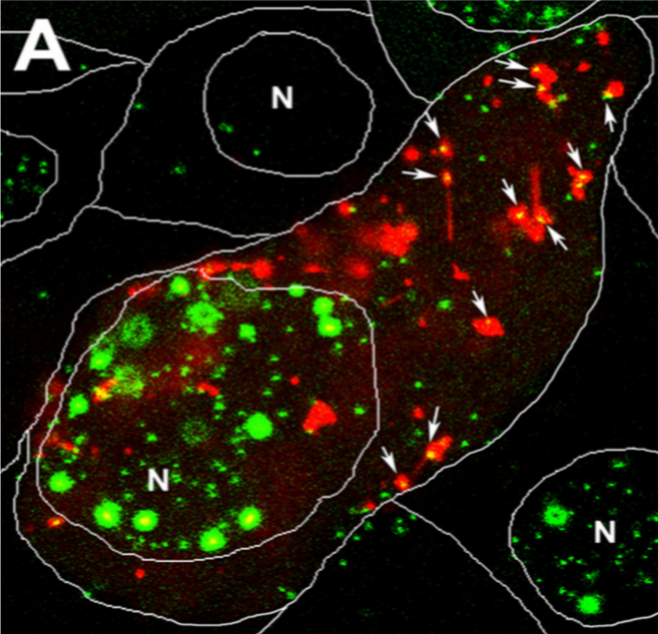
Partículas virales nacientes (en verde). N= núcleo. Microscopía confocal.

Las etapas secuenciales de la entrada de HSV son análogas a las de otros virus. Al principio, los receptores complementarios en el virus y la superficie celular acercan las membranas viral y celular. Las interacciones de estas moléculas forman un poro de entrada estable a través del cual los contenidos de la envoltura viral se introducen en la célula huésped. El virus también puede ser endocitado después de la unión a los receptores, y la fusión podría ocurrir en el endosoma. En las micrografías electrónicas, se han visto fusionadas las hojas externas de las bicapas lipídicas víricas y celulares; esta hemifusión puede estar en el camino habitual de entrada o generalmente puede ser un estado detenido con más probabilidades de ser capturado que un mecanismo de entrada transitoria.
En el caso de un virus del herpes, las interacciones iniciales se producen cuando dos glicoproteínas de la envoltura viral llamadas glucoproteína C (gC) y la glicoproteína B (gB) se unen a una partícula de la superficie celular llamada sulfato de heparán. A continuación, la principal proteína de unión al receptor, la glicoproteína D (gD), se une específicamente a al menos uno de los tres receptores de entrada conocidos. Estos receptores celulares incluyen el mediador de entrada de herpesvirus (HVEM), nectina -1 y sulfato de heparán 3-O sulfatado. Los receptores de nectina generalmente producen una adhesión célula-célula, para proporcionar un fuerte punto de unión para el virus a la célula huésped. Estas interacciones acercan las superficies de la membrana a la proximidad mutua y permiten que otras glicoproteínas incrustadas en la envoltura viral interactúen con otras moléculas de la superficie celular. Una vez que se une al HVEM, gD cambia su conformación e interactúa con las glicoproteínas virales H (gH) y L (gL), que forman un complejo. La interacción de estas proteínas de membrana puede resultar en un estado de hemifusión. La interacción de gB con el complejo gH/gL crea un poro de entrada para la cápside viral. gB interactúa con los glicosaminoglicanos en la superficie de la célula huésped.

### La inoculación genética
Después de que la cápside viral ingresa al citoplasma celular, se transporta al núcleo celular. Una vez conectado al núcleo en un poro de entrada nuclear, la cápside expulsa su contenido de ADN a través del portal de la cápside. El portal de la cápside está formado por 12 copias de la proteína portal, UL6, dispuestas como un anillo; Las proteínas contienen una secuencia de aminoácidos de cremallera de leucina, que les permite adherirse entre sí. Cada cápside icosaédrica contiene un solo portal, ubicado en un vértice. El ADN sale de la cápside en un solo segmento lineal.

### Evasión inmune
El HSV evade el sistema inmunológico a través de la interferencia con la presentación del antígeno MHC de clase I en la superficie celular, al bloquear el transportador asociado con el procesamiento del antígeno (TAP) inducido por la secreción de ICP-47por HSV. En la célula huésped, el TAP transporta péptidos epítopos del antígeno viral digeridos desde el citosol al retículo endoplásmico, lo que permite que estos epítopos se combinen con moléculas de MHC de clase I y se presenten en la superficie de la célula. La presentación de epítopos virales con MHC de clase I es un requisito para la activación de los linfocitos T citotóxicos (CTL), los principales efectores de la respuesta inmune mediada por células contra las células infectadas por virus. ICP-47 evita el inicio de una respuesta de CTL contra HSV, permitiendo que el virus sobreviva por un período prolongado en el host.

### Replicación
Después de la infección de una célula, se produce una cascada de proteínas del virus del herpes, llamadas de forma inmediata temprana, temprana y tardía. La investigación que utiliza la citometría de flujo en otro miembro de la familia del virus del herpes, el herpesvirus asociado con el sarcoma de Kaposi, indica la posibilidad de una etapa lítica adicional, retrasada y tardía. Estas etapas de la infección lítica, particularmente la lítica tardía, son distintas de la etapa de latencia. En el caso de HSV-1, no se detectan productos proteicos durante la latencia, mientras que se detectan durante el ciclo lítico.
Las primeras proteínas transcritas se utilizan en la regulación de la replicación genética del virus. Al entrar en la célula, una proteína α-TIF se une a la partícula viral y ayuda en la transcripción inmediata y temprana. La proteína de cierre del huésped virión (VHS o UL41) es muy importante para la replicación viral. Esta enzima interrumpe la síntesis de proteínas en el huésped, degrada el ARNm del huésped, ayuda en la replicación viral y regula la expresión génica de las proteínas virales. El genoma viral viaja inmediatamente al núcleo, pero la proteína VHS permanece en el citoplasma.
Las proteínas tardías forman la cápside y los receptores en la superficie del virus. El empaquetamiento de las partículas virales, incluido el genoma, el núcleo y la cápside, se produce en el núcleo de la célula. Aquí, los concatemers del genoma viral se separan por escisión y se colocan en cápsides formadas. HSV-1 experimenta un proceso de envolvimiento primario y secundario. La envoltura primaria se adquiere brotando en la membrana nuclear interna de la célula. Esto luego se fusiona con la membrana nuclear externa, liberando una cápside desnuda en el citoplasma.

### Envoltura final
El virus adquiere su envoltura final al brotar en vesículas citoplásmicas. 
Después del ensamblaje en el núcleo, las nucleocápsides HSV1 se transportan hacia afuera a través del citoplasma hacia la superficie celular, tanto en las células epiteliales como en las neuronas.
Las cápsidas de HSV1 recién sintetizadas viajan hacia afuera desde el núcleo, ya sea independientemente para ensamblarse con otros componentes en la periferia celular, juntas como partículas envueltas dentro de una segunda membrana celular derivada de Golgi o ambas. El virus aprovecha la maquinaria celular sintética y de transporte y es la base de la patología celular del HSV1, dañando las células al interferir con este proceso celular normal.
Una glucoproteína transmembrana celular, la proteína precursora amiloide (APP), es un componente de partículas virales intracelulares HSV1 aisladas, con ∼1000 copias de APP por partícula.

### La infección latente
Los HSV pueden persistir en una forma quiescente, pero persistente conocida como infección latente, especialmente en los ganglios neurales. HSV-1 tiende a residir en los ganglios del trigémino, mientras que el HSV-2 tiende a residir en los ganglios sacros, pero estas son solo tendencias, no un comportamiento fijo. Durante la infección latente de una célula, los HSV expresan el ARN de la transcripción asociada a la latencia (LAT). La LAT regula el genoma de la célula huésped e interfiere con los mecanismos naturales de muerte celular. Al mantener las células hospedadoras, la expresión de LAT conserva un reservorio del virus, lo que permite recurrencias periódicas, generalmente sintomáticas o "brotes" características de la no latencia. Ya sea que las recurrencias sean sintomáticas o no, se produce la propagación viral para infectar a un nuevo huésped. Una proteína que se encuentra en las neuronas puede unirse al ADN del virus del herpes y regular la latencia. El ADN del virus del herpes contiene un gen para una proteína llamada ICP4, que es un importante transactivador de los genes asociados con la infección lítica en el VHS-1. Los elementos que rodean el gen para ICP4 se unen a una proteína conocida como factor de silenciamiento restringido neuronal de la proteína neuronal humana (NRSF) o factor de transcripción (REST) del elemento represor humano. Cuando se unen a los elementos del ADN viral, se produce una desacetilación de histonas sobre la secuencia del gen ICP4 para evitar el inicio de la transcripción de este gen, lo que evita la transcripción de otros genes virales involucrados en el ciclo lítico. Otra proteína del HSV revierte la inhibición de la síntesis de la proteína ICP4. La ICP0 disocia la NRSF del gen ICP4 y, por lo tanto, evita el silenciamiento del ADN viral.

### Genoma
El genoma de HSV consta de dos segmentos únicos, denominados long único (UL) y short único (US), así como repeticiones invertidas terminales que se encuentran en los dos extremos de ellas denominadas repetición long (RL) y repetición corta (RS). También hay elementos menores de "redundancia de terminal" (α) que se encuentran en los extremos posteriores de RS. La disposición general es RL-UL-RL-α-RS-US-RS-α con cada par de repeticiones invirtiéndose entre sí. Toda la secuencia se encapsula en una repetición directa de terminal. Las partes largas y cortas tienen sus propios orígenes de replicación, con OriL ubicado entre UL28 y UL30 y OriS ubicado en un par cerca del RS. Dado que los segmentos L y S se pueden ensamblar en cualquier dirección, se pueden invertir libremente entre sí, formando varios isómeros lineales.

## Evolución
Los genomas del herpes simple 1 pueden clasificarse en seis clados. Cuatro de estos ocurren en el este de África, uno en el este de Asia y uno en Europa y América del Norte. Esto sugiere que el virus puede haberse originado en África oriental. El ancestro común más reciente de las cepas euroasiáticas parece haber evolucionado hace unos 60 000 años. Los aislamientos de HSV-1 de Asia oriental tienen un patrón inusual que se explica mejor en la actualidad por las dos olas de migración responsables de la población de Japón.
Los genomas del herpes simple 2 se pueden dividir en dos grupos: uno está distribuido globalmente y el otro se limita principalmente al África subsahariana. El genotipo distribuido globalmente ha sufrido cuatro recombinaciones antiguas con herpes simple 1. También se informó que el HSV-1 y el HSV-2 pueden tener eventos de recombinación contemporáneos y estables en huéspedes infectados simultáneamente con ambos patógenos. Todos los casos son HSV-2 que adquieren partes del genoma de HSV-1, que a veces cambian partes de su epítope de antígeno en el proceso.
Se ha estimado que la tasa de mutación es ~ 1,38 × 10−7 sustituciones / sitio / año. En el contexto clínico, las mutaciones en el gen de la timidina quinasa o en el gen de la ADN polimerasa han causado resistencia al aciclovir. Sin embargo, la mayoría de las mutaciones ocurren en el gen de la timidina quinasa en lugar del gen de la ADN polimerasa.
Otro análisis ha estimado que la tasa de mutación en el genoma del herpes simple 1 es de 1.82 × 10−8 sustituciones de nucleótidos por sitio por año. Este análisis colocó al ancestro común más reciente de este virus hace unos 710 000 años.
El herpes simple 1 y 2 divergieron hace unos 6 millones de años.

## Tratamiento
Los virus del herpes establecen infecciones de por vida (por lo tanto, no se pueden erradicar del cuerpo). Debido a que el virus es un patógeno extraño, el sistema inmunológico de un cuerpo humano y su antígeno especial naturalmente disminuyen el virus.
El tratamiento generalmente involucra medicamentos antivirales de uso general que interfieren con la replicación viral, reducen la gravedad física de las lesiones asociadas a brotes y disminuyen la posibilidad de transmisión a otros. Los estudios de poblaciones de pacientes vulnerables han indicado que el uso diario de antivirales como aciclovir y valaciclovir puede reducir las tasas de reactivación.

## Enfermedad de Alzheimer y otras
Se informó, en 1979, que existe una posible relación entre el HSV-1 y la enfermedad de Alzheimer, en personas con el alelo epsilon4 del gen APOE. El VHS-1 parece ser particularmente dañino para el sistema nervioso y aumenta el riesgo de desarrollar la enfermedad de Alzheimer. El virus interactúa con los componentes y receptores de las lipoproteínas, lo que puede conducir al desarrollo de la enfermedad de Alzheimer. Esta investigación identifica los HSV como el patógeno más claramente vinculado al establecimiento de la enfermedad de Alzheimer. Según un estudio realizado en 1997, sin la presencia del alelo del gen, el VHS-1 no parece causar ningún daño neurológico ni aumentar el riesgo de Alzheimer. Sin embargo, un estudio prospectivo más reciente publicado en 2008 con una cohorte de 591 personas mostró una diferencia estadísticamente significativa entre los pacientes con anticuerpos que indican una reactivación reciente del VHS y aquellos sin estos anticuerpos en la incidencia de la enfermedad de Alzheimer, sin correlación directa con el APOE-epsilon4 alelo. El ensayo tenía una pequeña muestra de pacientes que no tenían el anticuerpo al inicio del estudio, por lo que los resultados deben considerarse altamente inciertos. En 2011, los científicos de la Universidad de Mánchester demostraron que el tratamiento de las células infectadas con HSV1 con agentes antivirales disminuía la acumulación de β-amiloide y proteína tau, y también disminuía la replicación del HSV-1.
Un estudio retrospectivo realizado en 2018 en Taiwán con 33 000 pacientes encontró que la infección con el virus herpes simplex incrementó el riesgo de demencia 2,56 veces (IC 95%: 2,3-2,8) en pacientes que no recibieron medicamentos anti-herpéticos (2,6 veces para infecciones por HSV-1 y 2,0 veces para infecciones por HSV-2). Sin embargo, los pacientes infectados por HSV que estaban recibiendo medicamentos anti-herpéticos (aciclovir, famciclovir, ganciclovir, idoxuridina, penciclovir, tromantadina, valaciclovir o valganciclovir) no mostraron un riesgo elevado de demencia en comparación con los pacientes no infectados con el VHS.
En 2019 dos estudios evalúan los problemas asociados a otras enfermedades y problemas de suicidio.